# 해리 시어러
해리 시어러(영어: Harry Shearer, 1943년 12월 23일 ~ )는 미국의 배우이다.

## 출연 작품
- 프록터의 행운